# Tureby Kirke
Tureby Kirke er en kirke placeret tæt op af Turebyholm Gods i Roskilde Stift – ca. 10 km nord for Faxe og 16 km fra Køge
Kirken blev bygget i begyndelsen af 1100-tallet, og var en typisk mindre landsbykirke, men i 1720 blev der tilbygget to store sideskibe. Grunden til denne store udvidelse var, at der på Turebyholm Gods blev oprettet en rytterkaserne og alle husarerne skulle gå i kirke hver søndag. De øverste stolestader er med adelsvåben for Moltke-slægten.
- Præsteboligen
- Gravsten på siden af kirken

## Eksterne kilder og henvisninger
- Tureby Kirke hos KortTilKirken.dk
- Tureby Kirke i bogværket Danmarks Kirker (udg. af Nationalmuseet)

- Wikimedia Commons har flere filer relateret til Tureby Kirke